# Посёлок биостанции
Посёлок биостанции — посёлок сельского типа в Одинцовском районе Московской области, входит в состав сельского поселения Никольское. Население — 17 чел. (2010). До 2006 года посёлок входил в состав Волковского сельского округа.
Посёлок расположен на юго-западе района, в 8 километрах на юго-запад от Звенигорода, высота центра над уровнем моря 160 м.
Звенигородская биостанция МГУ основана в 1910 году будущим известным гидробиологом Сергеем Скадовским, по переписи 1989 года в поселке биостанции было 10 хозяйств и 95 жителей.

## Население
| 2002 | 2006 | 2010 |
| ---- | ---- | ---- |
| 20   | →20  | ↘17  |